# プランジャー級潜水艦
プランジャー級潜水艦(Plunger class submarine)は、アメリカ海軍の潜水艦の艦級。
本級は20世紀の初めに実験潜水艦として建造された。7隻は1911年11月17日にA級潜水艦として A-1 から A-7 までの艦名が与えられ、1920年7月17日に対応する船体番号が与えられた。本級は1921年までに全て退役し、標的艦として使用された。

## 同型艦
- プランジャー (USS Plunger/A-1, SS-2)

　就役1903年9月19日、退役1913年2月24日
　1911年11月17日よりA-1に改称、名の由来は「潜水夫」をあらわす一般名詞。
- アッダー (USS Adder/A-2, SS-3)

　就役1903年1月12日、退役1919年12月12日
　1911年11月17日よりA-2に改称、名の由来はクサリヘビ科に属する一部の毒蛇の通称。
- グランパス (USS Grampus/A-3, SS-4)

　就役1903年5月28日、退役1921年7月25日
　1911年11月17日よりA-3に改称、名の由来はマイルカ科のシャチ。
- モカシン (USS Moccasin/A-4, SS-5)

　就役1903年1月17日、退役1919年12月12日
　1911年11月17日よりA-4に改称、名の由来はクサリヘビ科アメリカマムシ属に属する毒蛇の総称。
- パイク (USS Pike/A-5, SS-6)

　就役1903年5月28日、退役1921年7月25日
　1911年11月17日よりA-5に改称、名の由来はカワカマス科カワカマス属に属する大型淡水成魚の総称。
- ポーパス (USS Porpoise/A-6, SS-7)

　就役1903年9月19日、退役1919年12月12日
　1911年11月17日よりA-6に改称、名の由来はクジラ目ネズミイルカ科に属するイルカの総称。
- シャーク (USS Shark/A-7, SS-8)

　就役1903年9月19日、退役1919年12月12日
　1911年11月17日よりA-7に改称、名の由来は軟骨魚綱サメ類の総称。